# Columbus Quest
Le Columbus Quest sono state una franchigia di pallacanestro della ABL, con sede a Columbus, nell'Ohio, attive dal 1996 al 1998.
Disputarono tre stagioni nella ABL, vincendo il titolo nel 1996-97 e nel 1997-98. Nel 1998-99 erano al comando della Eastern Conference quando la lega fallì.

## Stagioni
| Stagione | Lega | Denominazione  | V  | P | %    | Piazzamento | Play-off |
| -------- | ---- | -------------- | -- | - | ---- | ----------- | -------- |
| 1996-97  | ABL  | Columbus Quest | 31 | 9 | 77,5 | 1º          | Campioni |
| 1997-98  | ABL  | Columbus Quest | 36 | 8 | 81,8 | 1º          | Campioni |
| 1998-99  | ABL  | Columbus Quest | 11 | 3 | 78,6 | 1º          | -        |